# Гуткинд, Эрвин Антон
Эрвин Антон Гуткинд (англ. Erwin Anton Gutkind; 20 мая 1886, Берлин, Германия — 7 августа 1968, Филадельфия, США) — немецкий и американский архитектор еврейского происхождения. Автор книги «Новое строительство. Основы практического создания поселений», вышедшей в 1919 году и давшей название направлению раннего немецкого модернизма «Новое строительство», впоследствии получившего название «интернациональный стиль».

## Биография
Родился в еврейской семье торговца Германа Гуткинда и его жены Элизабет Вайнберг. С 1905 по 1909 год он изучал архитектуру, городское планирование, историю, историю искусств и социологию в Берлинском техническом университете и Университете Фридриха-Вильгельма, в том числе у Генриха Вёльфлина.
Эрвин Антон Гудкинд строил жилищные комплексы в Берлине, перед тем как в 1931-м году сбежал от нацистов в Париж, Франция. Спустя два года он переехал в Лондон, Англия, где работал архитектурным консультантом и писателем. В 1956 году эмигрировал в США, жил в Филадельфии, получив там преподавательскую должность.